# Rouseville
Rouseville är en kommun av typen borough i Venango County i Pennsylvania. Vid 2010 års folkräkning hade Rouseville 523 invånare.